# Efecto Küssner

Perfil aerodinámico volando en una región de ráfagas. La velocidad de la aeronave se denota con V y es constante, la fuerza de sustentación sobre la aeronave viene dada por L, y su momento de cabeceo por M. La ráfaga tiene una velocidad transversal (vertical) w, que se supone constante en la región de la ráfaga, a la izquierda de la línea de puntos.

En dinámica de fluidos, el efecto Küssner describe la  fuerza aerodinámica inestable sobre un perfil alar o una hidroala causada por el encuentro con un viento transversal. Esto está directamente relacionado con la función Küssner, utilizada para describir el efecto. Tanto el efecto como la función llevan el nombre de Hans Georg Küssner (1900-1984), un ingeniero alemán de aerodinámica.
Küssner derivó un modelo aproximado para un perfil aéreo que se encuentra con un cambio repentino en la velocidad de la ráfaga transversal; o, de forma equivalente, visto desde un marco de referencia que se mueve con el perfil aéreo: un cambio repentino en el ángulo de ataque. El perfil aerodinámico se modela como una placa plana en un flujo potencial, que se mueve con una velocidad horizontal constante. Para este caso derivó la  función de respuesta al impulso, conocida como función de Küssner) necesaria para calcular la elevación y el momento inestables ejercidos por el aire sobre el perfil aéreo.